# Campylanthus hajarensis
Campylanthus hajarensis är en grobladsväxtart som beskrevs av Hjertson, Henrot och Thulin. Campylanthus hajarensis ingår i släktet Campylanthus och familjen grobladsväxter. Inga underarter finns listade i Catalogue of Life.